# Троекуров, Фёдор Михайлович
Князь Фёдор Михайлович Троекуров (ум. 1594) — дворянин московский, голова, воевода, наместник, окольничий и боярин во времена правления Ивана IV Васильевича Грозного и Фёдора Ивановича. 
Из княжеского рода Троекуровы. Младший из двух сыновей воеводы князя Михаила Михайловича Троекурова. Рюрикович в XXII колене. Имел старшего брата, князя Василия Михайловича.

## Биография

### Служба Ивану Грозному
Впервые князь Фёдор Михайлович Троекуров упоминается в Дворцовой тетради под 1550 годом. В 1554 году послан воеводой Передового полка Арские места под Казанью воевать, за этот поход пожалован золотым угорским. В 1556 году первый воевода в Свияжске. В 1564 году голова при боярине князе Бельском в Большом полку на берегу Оки, а после тут же третий береговой воевода.
В сентябре 1565 года отправлен первым воеводой в Пронск. В 1570 году князь Ф. М. Троекуров был послан первым воеводой в Тетюши «от казанские стороны город» ставить (Тетюшский кремль). В 1573 году сперва голова в Государевом полку в новгородском походе против шведов, а после первый воевода войск левой руки в Кашире. В 1574-1575 годах — воевода в Чебоксарах. В 1578—1579 годах князь Ф. М. Троекуров находился на воеводстве в Астрахани.
В 1581 году князь Фёдор Михайлович Троекуров получил чин окольничего, в июле обедал у Государя. В 1582 году представлял Государю Папского посла, а в 1583 году польского гонца. Весной 1584 года был отправлен третьим воеводой в Смоленск, и служил там «в большом городе», пока его не отозвали «для послов» в Москву. 

#### Служба Фёдору Ивановичу
В 1585 году упомянут коломенским наместником, а в ноябре отправлен в Речь Посполитую первым послом, где в феврале 1586 года преодолев все препятствия и затруднения, своим искусством и стараниями заключил продолжение перемирия. В этом же году пожалован в бояре.
Зимой 1585/1586 года ходил против шведов в новгородском походе вторым воеводой передового полка. Тогда с ним местничал воевода полка левой руки князь Фёдор Иванович Хворостинин. Позже был переведен в первые воеводы «у наряда» (артиллерия).  Летом вторично ездил первым послом в Польшу, где, видимо, по поручению Бориса Годунова, пытался собрать сведения о сношениях князей Шуйских с «изменником» Михаилом Ивановичем Головиным.
В 1587 году упомянут четырнадцатым бояриным при представлении польского посла и первым в ответе с ним, и в апреле, вместе с послом,  боярин Фёдор Михайлович Троекуров в третий раз во главе русского посольства ездил в Речь Посполитую, где заключил продолжение перемирия. В июне этого же года послан на польский Сейм вторым послом, где в августе заключил перемирие на 15 лет. В 1588 году первый воевода в Смоленске, и в этом же году четырнадцатый в ближней Царской тайной думе. В 1589-1594 годах князь Фёдор Михайлович Троекуров первый воевода в Астрахани, для защиты от турок, и где строил каменный город. 
Скончался в 1594 году на воеводстве в Астрахани.

## Семья
В начале царствования Фёдора Иоанновича (1584—1598) пользовался большим доверием при царском дворе, поскольку породнился с родственниками царя — Романовыми. Его сын Иван Троекуров первым браком был женат на Анне Никитичне Романовой (ум. 1585), сестре Филарета и родной тётке будущего царя Михаила Фёдоровича.
Оставил двух сыновей: Романа и Ивана (ум. 1621).

## Критика
М.Г. Спиридов в родословной книге указывает год смерти — 1597 год. Такая же дата указана в Русской родословной книге А.Б. Лобанова-Ростовского.